# Nereis piscesae
Nereis piscesae är en ringmaskart som beskrevs av Blake och Hillbig 1990. Nereis piscesae ingår i släktet Nereis och familjen Nereididae. Inga underarter finns listade i Catalogue of Life.